# سرشک (نائین)
سرشک، روستایی از توابع بخش مرکزی شهرستان نائین در استان اصفهان ایران است.

## معرفی
روستای  سرشک در فاصله ی ۳۰ کیلومتری شهرستان نائین و همچنین در ۱۱۲ کیلومتری استان اصفهان قرار دارد.
سرشک در بخش مرکزی شهرستان و در دهستان لای سیاه واقع شده‌است. این روستا در میان ۳ رشته کوه به نام‌های (سارو / سفیده / سرشک) است. 
زبان مردم روستا فارسی با گویش زرتشتی باستان میباشد.

## جمعیت
این روستا در دهستان لای سیاه قرار دارد و براساس سرشماری مرکز آمار ایران در سال ۱۳۹۰، جمعیت آن ۱۳۵ نفر(۲۵ خانوار) بوده‌است.